# Università della Pennsylvania
L'Università della Pennsylvania (comunemente denominata Penn o UPenn), situata a Filadelfia, è una delle più antiche ed importanti università negli Stati Uniti. Insieme ad Harvard, Yale, Columbia, Princeton, Brown, Dartmouth College e Cornell forma la Ivy League.

## Storia e attualità
Penn fu fondata nel 1740 con il nome "Academy of Philadelphia" e sotto l'influenza di personaggi del XVIII e XIX secolo come Benjamin Franklin. Fu parzialmente ristrutturata ad opera del famoso architetto Horace Trumbauer, al quale furono affidati alcuni servizi.
Nel 1909 Howard Taylor Ricketts scoprì il microrganismo che provoca la febbre purpurea studiando nei laboratori dell'università lo stesso anno della sua assunzione.
Attualmente l'ateneo conta circa 4 500 professori, circa 10 000 studenti universitari full-time e 10 000 studenti di scuole professionali e post laurea.

## La facoltà di giurisprudenza (Penn Law)
L'University of Pennsylvania Law School, anche nota con il diminutivo "Penn Law", è la facoltà di legge dell'Università della Pennsylvania, ed è anch'essa situata a Filadelfia, Pennsylvania.

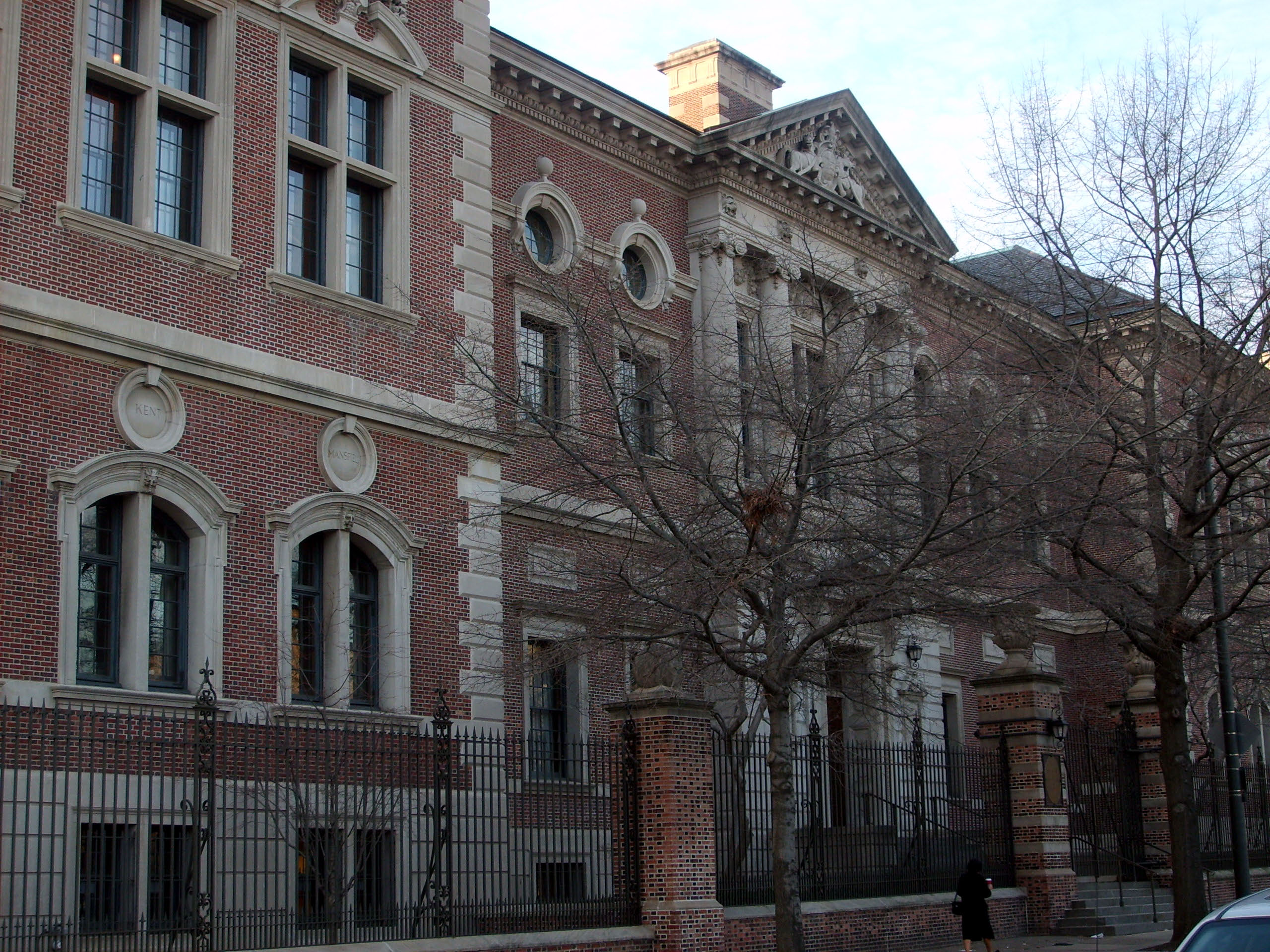
Scorcio della facciata sud di Silverman Hall, l'edificio sede della Scuola di Legge

Le origini della Penn Law risalgono ad una serie di lezioni tenute nel 1790 da James Wilson, uno dei firmatari della Dichiarazione d' Indipendenza  e della Costituzione degli Stati Uniti. Penn cominciò ad offrire un programma di laurea a tempo pieno nel 1850, sotto la direzione di George Sharswood. Nel 1900, l'edificio della nuova scuola di legge (ora noto come Silverman Hall) inaugurò il suo sito odierno nel Penn campus, con l'enorme struttura di mattoni e pietra litografica in stile georgiano.
Tra i suoi alunni si annoverano vari giudici della corte suprema americana, tra cui Owen Roberts e lo stesso fondatore James Wilson.

## Lauder Institute
Il Lauder Institute of Management & International Studies dell'ateneo pubblica annualmente il Global Go To Think Tank Index Report, che censisce 6.500 pensatoi in base all'area di attività, affiliazioni e competenze operative.